# Дамаскин II Солунски
Дамаскин (на гръцки: Δαμασκηνός) е гръцки духовник, митрополит на Вселенската патриаршия.

## Биография
Роден е в епирския град Аргирокастро, тогава в Османската империя. Учи в Янина при Евгений Вулгарис и в Атонската академия на Света гора. Дамаскин става велик протосингел на патриарх Серафим II Константинополски (1757 - 1761).
От октомври 1763 година е избран и по-късно ръкоположен за митрополит на Мелнишката епархия. На 12 януари 1764 година Дамаскин като член на Светия синод в Цариград подписва синодалния акт, който заточва бившия вселенски патриарх Серафим II в Серския манастир.
През април 1769 година става солунски митрополит. Оглавява солунската катедра до 27 юни 1780 година, когато подава оставка. Наследен е от Яков IV.
Оттегля се на Света гора, където приема голяма схима под името Даниил. Умира в 1801 година в скита на Ватопедския манастир „Свети Димитър“.